# Grupa czasowa
W sygnałach komunikacyjnych grupa czasowa (date-time group, w skrócie: DTG) to zestaw znaków, zwykle w określonym formacie, używany do określania momentu wystąpienia danego zdarzenia, czyli roku, miesiąca, dnia miesiąca, godziny dnia, minuty godziny oraz strefy czasowej (jeśli jest inna niż UTC). Kolejność, w jakiej te elementy są prezentowane, może się różnić. DTG jest zwykle umieszczane w nagłówku wiadomości. Jednym z przykładów może być „09:11 10 grudnia 2021 (UTC)”.
DTG może wskazywać datę i godzinę nadania komunikatu przez stację nadawczą lub datę i godzinę przekazania go do obiektu transmisyjnego przez użytkownika.

## NATO DTG
Specyficzna forma DTG jest używana w komunikacji wojskowej USA i NATO. Oznaczenie daty i godziny zawiera grupę sześciu cyfr wraz z przyrostkiem określającym strefę czasową i znormalizowany akronim określający miesiąc. Pierwsza para cyfr określa dzień, druga godzinę, trzecia minuty, następnie występuje litera, która określa strefę czasową. Po oznaczeniu miesiąca dwie ostatnie cyfry określają rok. 
Przykład: 231520ZJAN22  - oznacza 23 stycznia 2022 roku o godzinie 15.20, strefa czasowa ZULU.
Chociaż czasami występuje ze spacjami, zazwyczaj jest zapisany jako pojedynczy ciąg znaków.
Można spotkać inne formy zapisu określające zakres dokładności wskazanego czasu:
- mmmYY - określenie z dokładnością do miesiąca
- DDmmmYY - określenie z dokładnością do dnia
- DDHHMMZmmmYY - określenie z dokładnością do minuty (format domyślny)
- DDHHMMSSZmmmYY - określenie z dokładnością do sekundy

Gdzie:
- DD - dzień miesiąca
- HH - godzina
- MM - minuta
- mmm - miesiąc w formie trzyliterowego skrótu, np. JAN (January)
- SS - sekunda
- Z - strefa czasowa
- YY - rok (dopuszcza się również zapis pełnego roku w formie YYYY, np. 2021)

### Skróty miesięcy
Siły Zbrojne RP w obrębie swoich struktur używają w DTG także akronimów tworzonych od polskich nazw miesięcy, np. 231520ZSTY22.
| nazwa polska | nazwa angielska | skrót polski | skrót angielski |
| ------------ | --------------- | ------------ | --------------- |
| styczeń      | January         | STY          | JAN             |
| luty         | February        | LUT          | FEB             |
| marzec       | March           | MAR          | MAR             |
| kwiecień     | April           | KWI          | APR             |
| maj          | May             | MAJ          | MAY             |
| czerwiec     | June            | CZE          | JUN             |
| lipiec       | July            | LIP          | JUL             |
| sierpień     | August          | SIE          | AUG             |
| wrzesień     | September       | WRZ          | SEP             |
| październik  | October         | PAŹ          | OCT             |
| listopad     | November        | LIS          | NOV             |
| grudzień     | December        | GRU          | DEC             |

### Strefy czasowe
W siłach zbrojnych danego kraju strefa czasowa dotyczy ćwiczeń/projektów narodowych, np. używając DTG w Siłach Zbrojnych RP właściwa będzie strefa czasowa Alfa dla czasu zimowego lub strefa czasowa Bravo dla czasu letniego (co wynika ze zmiany strefy czasowej, w której znajduje się Polska, a która odbywa się wiosną i jesienią). Jeśli siły zbrojne różnych krajów współpracują ze sobą w wielonarodowych ćwiczeniach, konieczne jest określenie innej strefy czasowej, która obowiązuje wszystkich. W obszarze NATO jest to strefa czasowa Zulu (uniwersalny czas koordynowany, UTC).
Przykłady: 
- 23 stycznia 2022 r. o godz. 16:20 w Polsce, strefa czasowa Alfa (czas zimowy). W strefie czasowej UTC będzie to 23 stycznia 2022 r., godz. 15:20.
  - DTG uwzględniające strefę czasową Alfa: 231620AJAN22.
  - DTG uwzględniające strefę czasową Zulu: 231520ZJAN22.
- 5 lipca 2022 r. o godz. 16:32 w Polsce, strefa czasowa Bravo (czas letni). W strefie czasowej UTC będzie to 5 lipca 2022 r., godz. 14:32.
  - DTG uwzględniające strefę czasową Bravo: 051632BLIP22.
  - DTG uwzględniające strefę czasową Zulu: 051432ZLIP22.

| Strefa | Oznaczenie |
| ------ | ---------- |
| UTC-12 | Y          |
| UTC-11 | X          |
| UTC-10 | W          |
| UTC-9  | V          |
| UTC-8  | U          |
| UTC-7  | T          |
| UTC-6  | S          |
| UTC-5  | R          |
| UTC-4  | Q          |
| UTC-3  | P          |
| UTC-2  | O          |
| UTC-1  | N          |
| UTC+-0 | Z          |
| UTC+1  | A          |
| UTC+2  | B          |
| UTC+3  | C          |
| UTC+4  | D          |
| UTC+5  | E          |
| UTC+6  | F          |
| UTC+7  | G          |
| UTC+8  | H          |
| UTC+9  | I          |
| UTC+10 | K          |
| UTC+11 | L          |
| UTC+12 | M          |

Należy zwrócić uwagę na to, że litera L (Lima) przypisana jest do strefy czasowej UTC+11 i nie służy ona do oznaczania w zapisie DTG czasu lokalnego. Do tego celu służy z kolei litera J (Juliet).